# Arquer olímpic
L'Arquer olímpic és una escultura obra de l'artista Rosa Serra i Puigvert, que la Unió de Federacions Esportives de Catalunya va donar al Museu Olímpic i de l'Esport amb motiu del vintè aniversari dels Jocs Olímpics de Barcelona 1992. Representa a l'arquer paralímpic Antonio Rebollo en el moment de llançar la sageta de foc al pebeter olímpic de l'Estadi Olímpic Lluis Companys, acte que va ser el senyal d'inauguració dels Jocs. Va ser inaugurada el 25 de juliol de 2012, després d'un recorregut de la torxa olímpica des de la plaça de Sant Jaume fins a la porta del Museu Olímpic i de l'Esport.

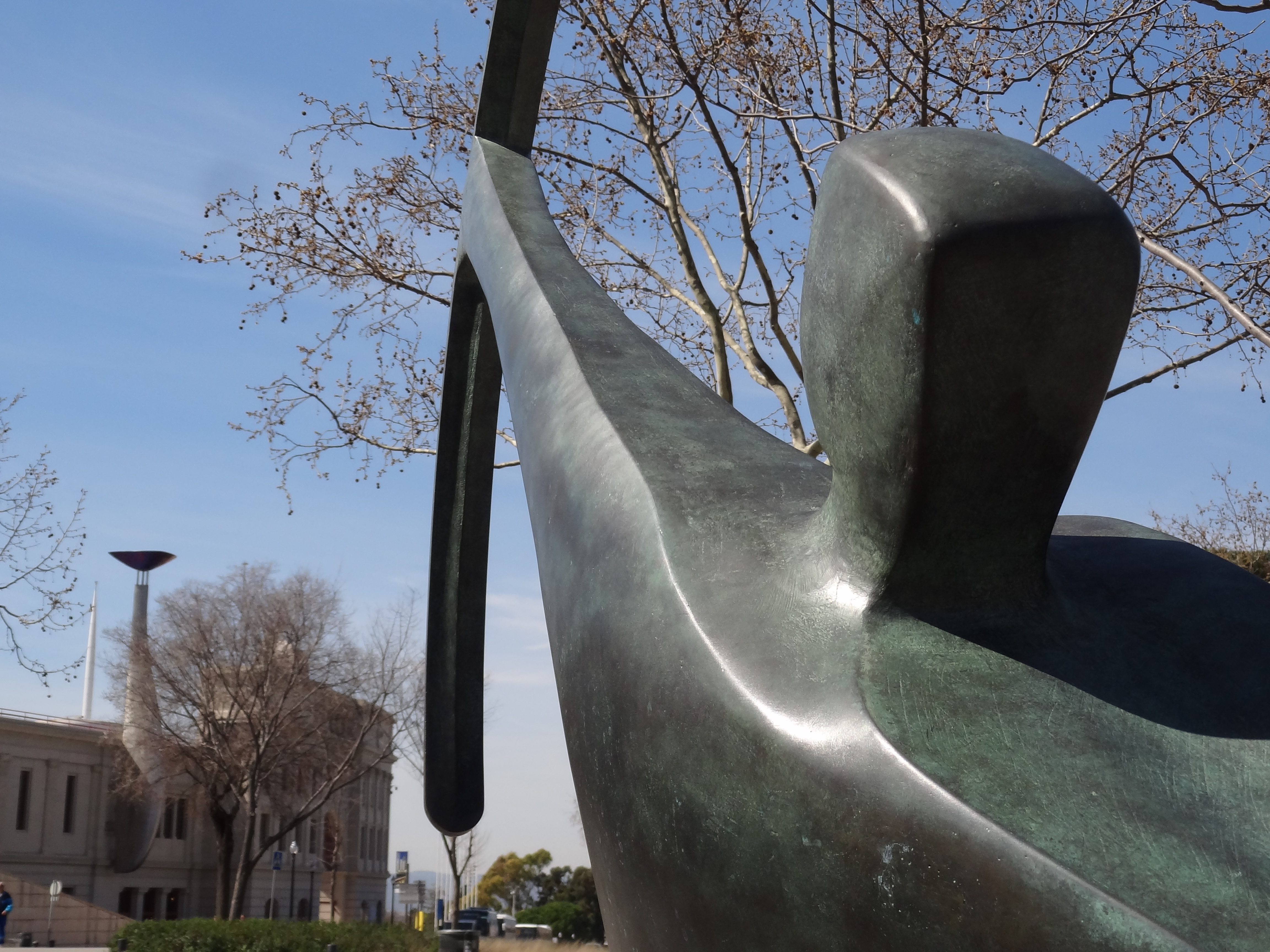
L'arquer apuntant al pebeter

L'escultura està situada davant del museu apuntant al pebeter de l'estadi. És de bronze, mesura 2,5 metres d'alçada i pesa 1.350 quilograms.
La història de l'Arquer olímpic es remunta al 13 de juny de 1992, quan la Flama Olímpica, procedent d'Olímpia (Grècia) va arribar a bord d'un llaüt al Moll grec d'Empúries, ciutat fundada pels foceus cap el 580 aC que acull l’estàtua del Lampadòfor, monument erigit aquell mateix any per la mateixa Rosa Serra, evocant el desembarcament del foc olímpic.